# Царские гробницы (Пафос)

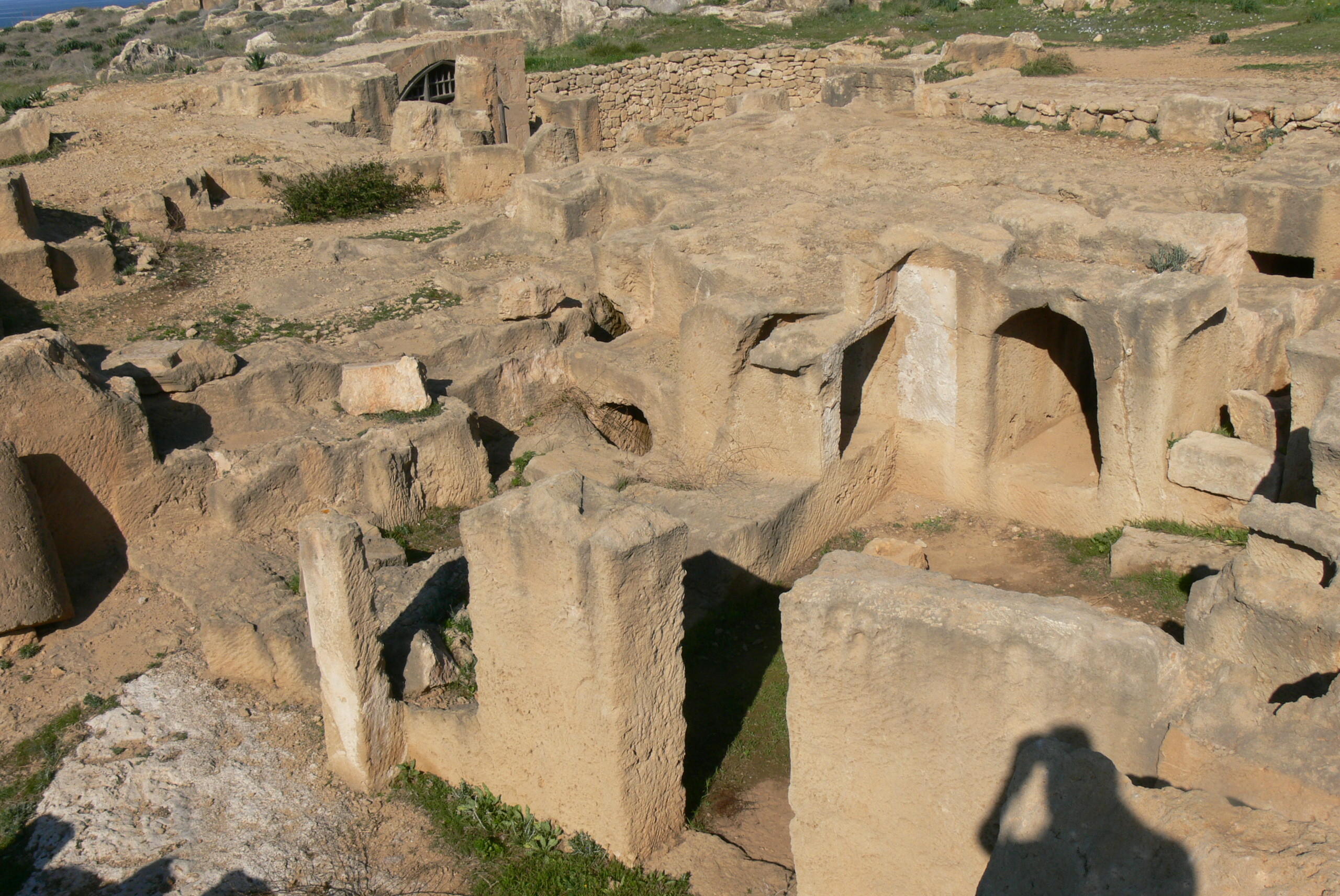
Царские гробницы

Царские гробницы (греч. Τάφοι των Βασιλέων) — большой некрополь в двух километрах к северо-западу от гавани Пафоса на Кипре. Своё название гробницы получили от их великолепия и убранства, а вовсе не от захоронения там царей.
Подземные гробницы, многие из которых датируются IV веком до н. э., вырезаны из скалы, и как полагают исследователи, были местом захоронения аристократии и высоких должностных лиц вплоть до III века нашей эры. Многие гробницы украшены дорическими колоннами и настенными фресками, а некоторые, вырезанные в скалах, имитируют обычный дом. На стене одной из обширных гробниц вырезан герб с двуглавым орлом — символом династии Птолемеев. Хотя захоронения продолжались в течение всего римского периода истории острова, Царские гробницы служили местом убежища первых христиан наряду с катакомбами Айя-Соломони.
Гробницы изучались на протяжении многих веков, но серьёзные исследования там проводились лишь в 1970-х и 1980-х годах под руководством доктора Софоклиса Хадзисавваса, который в настоящее время возглавляет департамент археологии Кипра.